# Село Зылихи Тамшыбай
Зылихи Тамшыбай (каз. Зылиха Тамшыбай, до 2017 г. — Амангелды) — село в Коксуском районе Жетысуской области Казахстана. Административный центр Енбекшинского сельского округа. Находится примерно в 12 км к северо-западу от села Балпык-Би. Код КАТО — 194839100.

## Население
В 1999 году население села составляло 1705 человек (853 мужчины и 852 женщины). По данным переписи 2009 года, в селе проживало 1519 человек (773 мужчины и 746 женщин).